# Argyll-Robertson-Zeichen
Das Argyll-Robertson-Zeichen ist ein Symptom bei zerebralen Störungen im Bereich des Mittelhirns (Tectum, Vierhügelplatte).
Klinisch zeigt sich dies durch einen Verlust der optischen Reflexe des Auges (Pupillenreflex nach Lichteinstrahlung), dagegen sind die motorischen Reflexe (Konvergenzreaktion und Naheinstellungsreaktion) intakt – es liegt also eine reflektorische Pupillenstarre vor.
Ursache ist eine Schädigung im aquäduktnahen Mittelhirn, genauer der Verbindung zwischen dem Nucleus praetectalis olivaris zum Nucleus Edinger-Westphal.
Typischerweise tritt das Argyll-Robertson-Zeichen bei der Neuro-Lues (Syphilis), aber auch bei anderen Erkrankungen (Entzündung, Tumor), auf. Der schottische Augenchirurg Douglas Argyll Robertson, nach dem das Zeichen benannt ist, stellte 1869 die Verbindung zwischen der Syphiliserkrankung und der Lichtstarre der Pupillen fest.